# Barlaam (nome)
Barlaam  è un nome proprio di persona italiano maschile.

## Varianti
- Maschili: Barlam[2], Barlamo[2], Barlamio

### Varianti in altre lingue
- Greco antico: Βαρλααμ (Barlaam)[3]
- Latino: Barlaam[2]
- Polacco: Barłaam
- Rumeno: Varlaam
- Russo: Варлаам (Varlaam)[3], Варлам (Varlam)[3]

## Origine e diffusione

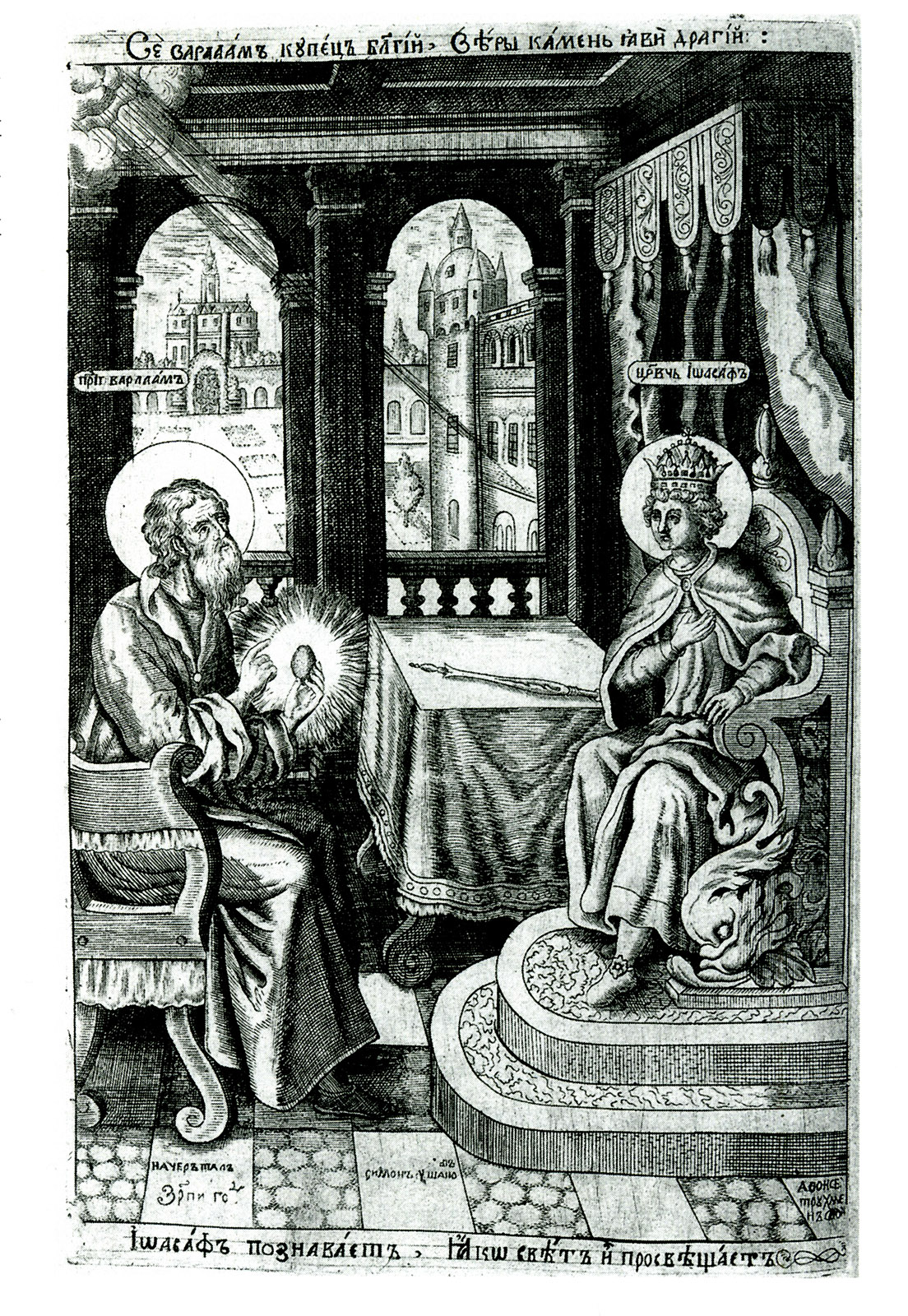
Barlaam e Iosafat in un'illustrazione di Simon Pimen Fëdorovič Ušakov

È il nome dell'eremita nella storia di Barlaam e Iosafat, che è basata su quella del Buddha; nel testo originale della storia, il nome è presente nella forma greca Βαρλααμ (Barlaam), la cui etimologia è ignota e risulta di difficile interpretazione. Il monaco che scrisse la storia riprese probabilmente il nome di san Barlaam (o Barlaha) di Antiochia, forse per via della somiglianza con qualche termine indiano come Bhagavan. 
Il nome gode di scarsissima diffusione in Italia. La variante russa Варлам (Varlam) venne creata da Varlam Tichonovič Šalamov, nato Варлаам (Varlaam), che, per spregio verso suo padre e la religione ortodossa che aveva abbandonato, rimosse la terza a.

## Onomastico
L'onomastico si può festeggiare in memoria di più santi, alle date seguenti:
- 6 novembre, san Barlaam di Novgorod, eremita sul Volchov e fondatore del monastero di Chutyn'[6]
- 19 novembre, san Barlaam, bracciante agricolo, martire ad Antiochia sotto Diocleziano[6][7]
- 19 novembre, san Barlaam di Pečers'k, eremita nel monastero delle grotte di Kiev, venerato dalle Chiese orientali[7]
- 27 novembre, san Barlaam, leggendario eremita indiano[6]

## Persone

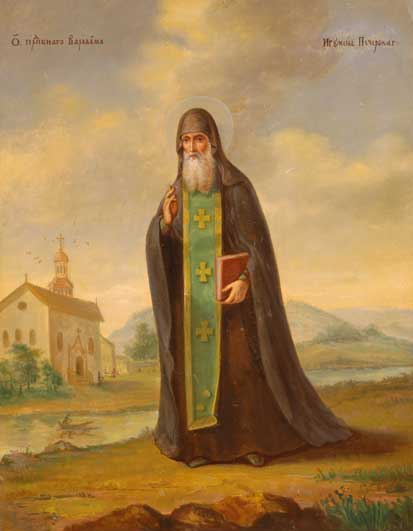
Barlaam di Pečers'k

- Barlaam di Pečers'k, monaco cristiano russo
- Barlaam di Seminara, matematico, filosofo, vescovo cattolico, teologo e studioso della musica bizantino

### Variante Varlam
- Varlam Lip'art'eliani, judoka georgiano
- Varlam Tichonovič Šalamov, scrittore, poeta e giornalista sovietico